# 東町 (岩倉市)
東町（ひがしまち）は、愛知県岩倉市の地名。

## 地理
岩倉市東部に位置する。東は小牧市、南は東新町・中本町、北は八剱町・神野町に接する。住宅地であり、一軒家が多くマンションは少なめ。中心には五条川が流れており、毎年4月頃になると花見客で賑わう。

### 字
町内に属している字は以下の通りである。
| - 馬出（うまだし） - 江東（えひがし） - 掛目（かけめ） - 北裏（きたうら） - 仙敷（せんじき） - 仙奈（せんな） - 長山（ながやま） | - 白山（はくさん） - 廻間（はざま） - 東市場屋敷（ひがしいちばやしき） - 東出口（ひがしでぐち） - 藤塚（ふじつか） - 六郎丸（ろくろうまる） |

## 歴史

### 沿革
- 1971年（昭和46年） - 岩倉市岩倉町岩倉の一部により、同市東町として成立[1]。
- 1976年（昭和51年） - 一部が岩倉市中央町に編入される[1]。

## 世帯数と人口
2019年（平成31年）4月1日現在の世帯数と人口は以下の通りである。
| 町丁 | 世帯数    | 人口    |
| ---- | --------- | ------- |
| 東町 | 1,044世帯 | 2,428人 |

### 人口の変遷
国勢調査による人口の推移
| 1995年（平成7年）  | 2,094人 | [ WEB 6 ]  |  |
| 2000年（平成12年） | 2,188人 | [ WEB 7 ]  |  |
| 2005年（平成17年） | 2,290人 | [ WEB 8 ]  |  |
| 2010年（平成22年） | 2,366人 | [ WEB 9 ]  |  |
| 2015年（平成27年） | 2,459人 | [ WEB 10 ] |  |

## 学区
市立小・中学校に通う場合、学区は以下の通りとなる。
| 字・番地等 | 小学校               | 中学校             |
| ---------- | -------------------- | ------------------ |
| 仙奈、掛目 | 岩倉市立岩倉東小学校 | 岩倉市立南部中学校 |
| その他     | 岩倉市立岩倉北小学校 | 岩倉市立岩倉中学校 |

## 施設
- 岩倉市立岩倉東小学校[2]
- 岩倉遊花幼稚園[2]
- 神明社[2]
- 津島社[2]
- 高野山真言宗金剛寺[2]
- 曹洞宗宝泉寺[2]

## その他

### 日本郵便
- 郵便番号 : 482-0041[WEB 3]（集配局：岩倉郵便局[WEB 12]）。

### WEB
1. ↑  “愛知県岩倉市の町丁・字一覧”.   人口統計ラボ. 2019年8月13日閲覧。
2. 1 2  “人口と世帯数（前年比と前月比） - 平成31年4月1日現在の町別・行政区別人口”.   岩倉市 (2019年4月1日). 2019年8月13日閲覧。
3. 1 2  “東町の郵便番号”.  日本郵便. 2019年8月11日閲覧。
4. ↑  “市外局番の一覧”.   総務省. 2019年6月24日閲覧。
5. ↑  “愛知県岩倉市東町の地図”.   Yahoo!地図. 2019年8月13日閲覧。
6. ↑  “平成7年国勢調査の調査結果(e-Stat) - 男女別人口及び世帯数 －町丁・字等”.   総務省統計局 (2014年3月28日). 2019年3月23日閲覧。
7. ↑  “平成12年国勢調査の調査結果(e-Stat) - 男女別人口及び世帯数 －町丁・字等”.   総務省統計局 (2014年5月30日). 2019年3月23日閲覧。
8. ↑  “平成17年国勢調査の調査結果(e-Stat) - 男女別人口及び世帯数 －町丁・字等”.   総務省統計局 (2014年6月27日). 2019年3月23日閲覧。
9. ↑  “平成22年国勢調査の調査結果(e-Stat) - 男女別人口及び世帯数 －町丁・字等”.   総務省統計局 (2012年1月20日). 2019年3月23日閲覧。
10. ↑  “平成27年国勢調査の調査結果(e-Stat) - 男女別人口及び世帯数 －町丁・字等”.   総務省統計局 (2017年1月27日). 2019年3月23日閲覧。
11. ↑  “市内学校一覧 - 岩倉市小中学校町別通学区域一覧”.   岩倉市 (2016年9月30日). 2019年8月13日閲覧。
12. ↑  “郵便番号簿 2018年度版” (PDF).   日本郵便. 2019年6月10日閲覧。

### 文献
1. 1 2 3  「角川日本地名大辞典」編纂委員会 1989, p. 1122.
2. 1 2 3 4 5 6 7 8  「角川日本地名大辞典」編纂委員会 1989, p. 1614.